# Stolonica malayanus
Stolonica malayanus is een zakpijpensoort uit de familie van de Styelidae. De wetenschappelijke naam van de soort is voor het eerst geldig gepubliceerd in 1915 door Sluiter.